# Corral Parota
Corral Parota är en ort i Mexiko.   Den ligger i kommunen Tlatlaya och delstaten Mexiko, i den södra delen av landet, 140 km sydväst om huvudstaden Mexico City. Corral Parota ligger 971 meter över havet och antalet invånare är 153.
Terrängen runt Corral Parota är kuperad åt sydväst, men åt nordost är den bergig. Runt Corral Parota är det ganska glesbefolkat, med 47 invånare per kvadratkilometer. Närmaste större samhälle är San Mateo, 5,5 km nordväst om Corral Parota. I omgivningarna runt Corral Parota växer huvudsakligen savannskog.